# Joanna Pérez
Joanna Elena Pérez Olea (Rancagua, 1 de abril de 1976) es una administradora pública y política chilena. Exmilitante del Partido Demócrata Cristiano (PDC), en enero de 2023 se incorporó al partido Demócratas. Actualmente se desempeña como diputada por el distrito N.° 21, Región del Biobío.

## Biografía
Hija de Floridor Segundo Pérez Silva y de Elena de las Mercedes Olea Riquelme. Está casada con Marco Antonio Hernández Illanes, y es madre de dos hijas.
Realizó sus estudios de enseñanza básica Colegio Marcela Paz, en la ciudad de Rancagua y la enseñanza media en el Liceo de Niñas María Luisa Bombal, en la misma ciudad. Más tarde ingresó a la Universidad de Concepción, donde obtuvo su título de Administración pública. También realizó un magíster en Administración de Empresas.
Trabajó en Instituto Nacional de la Juventud (INJUV) y en la Municipalidad de Lota. Entre 2004 y 2014, fue secretaria ejecutiva y ministra de fe del Consejo Regional del Biobío (CORE).
En 2013 fue candidata a diputada por el Distrito 14 en la lista de la Nueva Mayoría, donde no logró ser elegida.
Para las elecciones parlamentarias de 2017 se presentó nuevamente como candidata, esta vez por el nuevo Distrito 21, que abarcaba a comunas de las provincias de Arauco, Biobío y Concepción. Apareció bajo la lista Convergencia Democrática, siendo derrotada en el primer conteo por la postulante María Carolina Ríos (UDI). Tras esto, el Servicio Electoral hizo un reconteo que dio por ganadora a Pérez. Finalmente el Tribunal Calificador de Elecciones (Tricel) ratificó aquel resultado y le dio la victoria definitiva.
Asumió como diputada el 11 de marzo de 2018, jurando de manera separada con el resto de los parlamentarios debido a que había llegado tarde al Congreso Nacional por problemas personales. Se integró a las comisiones permanentes de Desarrollo Social, Superación de la Pobreza y Planificación y Gobierno Interior y Regionalización.
En 2022 fue candidata a la presidencia del PDC, pasando a un balojate en donde enfrentó al alcalde de La Granja, Felipe Delpin, donde terminó siendo derrotada. Su lista denunció eventuales irregularidades en el proceso e impugnó mesas. El 30 de noviembre de ese mismo año el presidente de la bancada del PDC, Eric Aedo, confirmó que tanto Pérez como el diputado Jorge Saffirio habían renunciado a su militancia en el partido. En enero de 2023 se incorporó al partido en formación Demócratas.

## Historial electoral

### Elecciones parlamentarias de 2013
- Elecciones parlamentarias de 2013 a Diputado por el distrito 46 (Lota, Los Álamos, Arauco, Cañete, Contulmo, Curanilahue, Lebu y Tirúa ) [14]

### Elecciones parlamentarias de 2017
- Elecciones parlamentarias de 2017, para Diputado por el distrito 21 (Alto Biobío, Antuco, Arauco, Cañete, Contulmo, Curanilahue, Laja, Lebu, Los Álamos, Los Ángeles, Lota, Mulchén, Nacimiento, Negrete, Quilaco, Quilleco, San Rosendo, Santa Bárbara, Tirúa y Tucapel)[15]

### Elecciones parlamentarias de 2021
- Elecciones parlamentarias de 2021, para Diputado por el distrito 21 (Alto Biobío, Antuco, Arauco, Cabrero, Cañete, Contulmo, Curanilahue, Laja, Lebu, Los Álamos, Los Ángeles, Lota, Mulchén, Nacimiento, Negrete, Quilaco, Quilleco, San Rosendo, Santa Bárbara, Tirúa, Tucapel y Yumbel).[16]